# Consell Privat del Regne Unit
El Molt Honorable Consell Privat de Sa Majestat, habitualment conegut com el Consell Privat és un cos formal de consellers del sobirà del Regne Unit. Els seus membres són majoritàriament polítics d'alt rang que són (o han estat) membres o de la Cambra dels Comuns o de la Cambra dels Lords.
El Consell Privat, successor actual del Consell Privat d'Anglaterra i del Consell Privat d'Escòcia. Antigament va ser una poderosa institució, però actualment les seves decisions polítiques es troben exclusivament en mans d'un dels seus comitès, el Cabinet. Formalment, el Consell aconsella al Sobirà sobre l'exercici de la Prerrogativa Reial, i conjuntament fan servir els instruments executius coneguts com a Ordres en Consell, que són emprades per fer Regulacions. El Consell per si mateix també té una autoritat delegada per publicar Ordres de Consell, que són principalment emprades per regular certes institucions públiques. El Consell també adverteix el Sobirà sobre la concessió de Cartes Reials, emprades per garantir un estatus als cossos incorporats.
Certes funcions judicials també són realitzades per la Reina en Consell, tot i la pràctica tota la tasca d'escoltar i decidir els casos recau exclusivament en el Comitè Judicial del Consell Privat. Aquest consisteix en els jutges suprems nomenats com a Consellers Privats: els Magistrats de la Cort Suprema del Regne Unit, els jutges de la Cort d'Apel·lació d'Anglaterra i Gal·les, jutges de la Cort d'Apel·lació d'Irlanda del Nord, els jutges de la Cambra Interior de la Cort de Sessions (el tribunal suprem civil a Escòcia), i jutges de diversos estats membres de la Commonwealth. El Consell antigament era un tribunal suprem d'apel·lació per tot l'Imperi Britànic (diferent de l'existent al mateix Regne Unit), i continua escoltant apel·lacions de les Dependències de la Corona, dels Territoris Britànics d'Ultramar i de diversos membres de la Commonwealth.

## Història
El witenagemot va ser un equivalent primerenc del Consell Privat. Durant els regnats dels reis normands, la Corona Anglesa rebia consell de la cort reial o Curia Regis, que consistia en magnats, eclesiàstics i alts oficials. El cos inicialment s'ocupava d'aconsellar al Sobirà sobre legislació, administració i justícia. Posteriorment, diferents cossos nous assumirien les diverses funcions cortesanes. Les corts de justícia s'ocuparen de dispensar justícia, mentre que el Parlament esdevingué la suprema legislatura del reialme. Malgrat això, el Consell retingué el poder d'escoltar les disputes legals, tant en primera instància com en l'apel·lació. A més, les lleis fetes pel Sobirà sota admonició del Consell, més que no el del Parlament, eren acceptats com a vàlid. Els reis poderosos sovint els cos per circumvalar les corts i el Parlament. Per exemple, a un comitè del Consell, que després esdevindria la Cort de la Cambra Estrellada, durant el segle xv se li va permetre realitzar qualsevol càstig llevat de la mort, sense estar lligat al procediment normal de la cort. Durant el regnat d'Enric VIII, el Sobirà, sota el suggeriment del Consell, se li permeté publicar lleis per la mera proclamació. La preeminència legislativa del Parlament no es restaurà fins a la mort d'Enric VIII. Encara que el Consell Reial va retenir les seves responsabilitats legislatives i judicials, esdevingué principalment un cos administratiu. El Consell estava format per quaranta membres el 1553, però el Sobirà descansava en un comitè menor, que finalment es convertiria en el Govern actual.
A finals de la Guerra Civil Anglesa s'aboliren la monarquia, la Cambra dels Lords i el Consell Privat. L'altra cambra del Parlament, la Cambra dels Comuns d'Anglaterra, instituí un Consell d'Estat per executar lleis i dirigir la política administrativa. Els 41 membres del Consell eren elegits entre els Comuns; el cos estava presidit per Oliver Cromwell, el dictador militar de facto de la nació. El 1653 però, Cromwell esdevingué Lord Protector, i el Consell va ser reduït a entre 13 i 21 membres, tots ells elegits pels Comuns. El 1657 els Comuns van donar a Cromwell poders encara majors, alguns dels quals eren reminiscències dels que anteriorment havien gaudit els monarques. El Consell va passar a ser conegut com el Consell Privat del Protector; i els seus membres eren nomenats pel Lord Protector, subjectes a l'aprovació del Parlament.
El 1659, poc abans de la restauració de la monarquia, el Consell Protector va ser abolit. Carles II restaurà el Consell Privat reial, però, igual que els monarques estuards, escollí descansar en un petit comitè de consellers. Sota el regnat de Jordi I es concedí més poder a aquest comitè. En aquest moment començaren a trobar-se en absència del Sobirà, comunicant-li les seves decisions en finalitzar les trobades. Amb tot, el Consell Privat Anglès, com a unitat, deixà de ser un cos de consellers confidencials pel Sobirà; la seva funció passà a un comitè del Consell, ara conegut com el Cabinet.

## Origen del terme
D'acord amb el Diccionari d'anglès d'Oxford, la definició del terme "privat" al "Consell Privat" és un significat obsolet de «que pertany exclusivament a una o diverses persones en particular, la pròpia»; i, per tant, el consell és personal del Sobirà. Està estretament relacionat amb el mot "privat".

## Composició
El Sobirà, quan actuà sota el suggeriment del Consell, és conegut com a "Rei en Consell" ( King-in-Council) o "Reina en Consell" (Queen-in-Council). Els membres del Consell són conegut col·lectivament com "Els Lords del Molt Honorable Consell Privat de Sa Majestat" (The Lords of Her Majesty's Most Honourable Privy Council); a vegades "Els Lords I altres de " (The Lords and others of). El cap del cos és el Lord President del Consell, que és el quart màxim Gran Funcionari de l'Estat, un membre del Cabinet, i normalment, el Líder tant de la Cambra dels Lords o de la Cambra dels Comuns del Regne Unit . Un altre important funcionari és el Secretari, la signatura del qual s'adjunta a totes les ordres del Consell.
En anglès, els seus membres poden ser referits com a "Privy Counsellor" o com a "Privy Councillor". D'ambdós, el preferit és el primer, car posa l'èmfasi en l'ús anglès del terme "Counsellor" com a "qui dona consell", en oposició a "membre d'un consell". D'un Conseller es diu que "està jurat de" quan hi assisteix per primera vegada.
El Sobirà pot nomenar a qualsevol com a Conseller Privat, però a la pràctica aquests nomenaments són fets només sota consell del Govern, i generalment consisteixen només en els als membres del Parlament, l'Església o del poder judicial. No hi ha límit de membres (al gener del 2012 hi havia 600 membres); però els membres no tenen dret a assistir a totes les reunions del Consell Privat, i només alguns són citats per a cada trobada (a la pràctica a discreció del Primer Ministre).
Els tres bisbes superiors de l'Església d'Anglaterra (els arquebisbes de Canterbury i de York i el bisbe de Londres) són fets Conselles Privats en el moment del seu nomenament. Els membres superiors de la Família Reial també poden ser nomenats (el Príncep Felip és membre, el més veterà en termes de servei i és l'únic membre present que no ha estat nomenat per la Reina, sinó que va ser nomenat membre del consell per Jordi VI). El Secretari Privat del Sobirà sempre és nomenat des del Consell, com ho és el Lord Camarlenc, el Portaveu de la Cambra dels Comuns i el Lord Portaveu.
Diversos membres superiors del poder judicial (els Magistrats de la Cort Suprema del Regne Unit, els jutges de la Cort d'Apel·lació d'Anglaterra i Gal·les, els jutges de la Cort d'Apel·lació d'Irlanda del Nord i els jutges de la Inner House of the Court of Session (el tribunal suprem a Escòcia)) són també nomenats pel Consell Privat.
El gruix del Consell Privat, però, són polítics. El Primer Ministre, els ministres del cabinet i el Cap de l'Oposició són nomenats membres del Consell Privat en el moment del seu nomenament. Els líders dels grans partits de la Cambra dels Comuns, els Primers Ministres d'assamblees descentralitzades, i alguns ministres superiors de fora del Cabinet, i a vegades, Parlamentaris superiors són nomenats Consellers Privats. Com a Consellers Privats, estan obligats pel seu jurament a mantenir el secret sobre els afers discutits en les reunions del Consell, el nomenament de Cap de l'Oposició també automàticament comporta ser nomenat membre del Consell Privat, podent compartir informació confidencial "pels termes del Consell Privat". Això habitualment només té lloc en circumstàncies especials, com en qüestions de seguretat nacional. Per exemple Tony Blair es trobà amb el Líder de l'Oposició Iain Duncan Smith i el líder dels Liberal Demòcrates Charles Kennedy sota els termes del consell privat per discutir les proves sobre les armes de destrucció massiva iraquianes.
Tot i que el Consell Privat és primàriament una institució britànica, funcionaris provinents d'altres reialmes de la Commonwealth també formen part del cos. El 2000, la instància més notable era Nova Zelanda, on el Primer Ministre, polítics superiors, Magistrat en Cap i membres del Tribunal d'Apel·lació són habitualment són convencionalment Consellers Privats. Malgrat això, els nomenaments dels membres neozelandesos no són sempre. El Primer Ministre, el Portaveu, el Governador General i el Magistrat en Cap de Nova Zelanda encara reben el prefix Right Honourable (Molt Honorable), però sense ser membres del Consell. Fins a la darrera part del segle xx, els primers ministres del Canadà i Austràlia són també nomenats Consellers Privats. Els Primers Ministres d'altres països de la Commonwealth que segueixen tenint la Reina com a sobirana continuen sent nomenats Consellers Privats.

## Jurament del Consell Privat
Antigament el Consell Privat considerava com a criminal, i possiblement com a traïció, revelar el jurament fet pels Consellers en prendre el càrrec. Però, finalment, el jurament va ser fet públic oficialment en una resposta escrita per un parlamentari el 1998, tal com segueix:
| original en anglès You do swear by Almighty God to be a true and faithful Servant unto the Queen's Majesty, as one of Her Majesty's Privy Council. You will not know or understand of any manner of thing to be attempted, done, or spoken against Her Majesty's Person, Honour, Crown, or Dignity Royal, but you will lett and withstand the same to the uttermost of your Power, and either cause it to be revealed to Her Majesty Herself, or to such of Her Privy Council as shall advertise Her Majesty of the same. You will, in all things to be moved, treated, and debated in Council, faithfully and truly declare your Mind and Opinion, according to your Heart and Conscience; and will keep secret all Matters committed and revealed unto you, or that shall be treated of secretly in Council. And if any of the said Treaties or Counsels shall touch any of the Counsellors, you will not reveal it unto him, but will keep the same until such time as, by the Consent of Her Majesty, or of the Council, Publication shall be made thereof. You will to your uttermost bear Faith and Allegiance unto the Queen's Majesty; and will assist and defend all Jurisdictions, Pre-eminences, and Authorities, granted to Her Majesty, and annexed to the Crown by Acts of Parliament, or otherwise, against all Foreign Princes, Persons, Prelates, States, or Potentates. And generally in all things you will do as a faithful and true Servant ought to do to Her Majesty. So help you God. | en català Jureu per Déu Totpoderós que sereu un servent honest i fidel de Sa Majestat la Reina, com un del Consell Privat de Sa Majestat. No sabreu o entendreu de qualsevol manera que s'intenti, es faci o es digui contra la Persona, Honor, Corona o Dignitat Reial de Sa Majestat, però fareu saber de la mateixa fins al límit de les vostres forces, i qualsevol causa serà revelada a Sa Majestat mateixa, o com del seu Consell Privat s'aconsellarà a Sa Majestat del Mateix. Vos, en tot el necessari per ser traslladades, tractades i debatudes al Consell, fidel i veritablement explicareu les vostres creences i opinions, d'acord amb el vostre cor i consciència; i mantindreu el secret de tots els afers tractats i revelats davant vostre, que seran tractats de secret al Consell. I si qualsevol d'aquests tractats o consells toqués qualsevol del Consellers, no li ho revelareu, sinó que mantindreu el mateix temps fins que, pel consentiment de Sa Majestat, o del Consell, se'n permeti la publicació. Heu de mantenir la Fe i la Lleialtat vers Sa Majestat la Reina; i assistireu i defensareu totes les Jurisdiccions, Preeminències i Autoritats, atorgades per Sa Majestat, i annexades a la Corona per les Lleis del Parlament, o d'una altra manera, contra tots els Prínceps estrangers, persones, prelats, estats o potentats. I generalment en totes les coses sereu un Servent fidel i veritable de Sa Majestat. Que Déu us ajudi. |

Els Consellers Privats poden escollir afirmar la seva pertinença en termes semblants si prefereixen no fer un jurament religiós.

## Duració del càrrec
La pertinença generalment és per vida. Antigament, amb la mort del monarca es produïa la dissolució immediata del Consell, igual que tots els nomenaments de la Corona quedaven automàticament caducs. Al segle xviii, es legislà que el Consell no es dissoldria fins a sis mesos després del traspàs. Per convenció, però, el Sobirà reanomena tots els membres del Consell després de la seva dissolució. A la pràctica, però es continua sent membre sense trencament. El Reanomenament va ser fet innecessari des del 1901 quan es canvià la llei per assegurar que els nomenaments de la Corona no quedarien afectats per un canvi de monarca.
El Sobirà, però, pot eliminar un membre del Consell. El 8 de juny de 2011 Elliot Morley va ser expulsat després de la seva acusació en càrrecs de falsedat comptable en connexió a l'escàndol de les despeses. Abans d'aquest afer, el darrer membre que havia estat expulsat del Consell contra la seva voluntat va ser Sir Edgar Speyer, que va ser expulsat el 13 de desembre de 1921 per haver realitzat activitats pro-alemanyes durant la Primera Guerra Mundial.
Els membres poden escollir dimitir per evitar l'expulsió. Tres persones han abandonat el Consell Privat durant el segle XX:, que l'abandonà el 25 de juny de 1997 després d'acusacions de perjuri, John Profumo, que dimití el 26 de juny de 1963, i John Stonehouse, que dimití el 17 d'agost de 1976. El 4 de febrer de 2013, Chris Huhne anuncià que abandonaria voluntàriament el Consell Privat després de ser considerat culpable de pervertir el curs de la justícia.Lord Prescott dimití el 6 de juliol de 2013 com a acte de protesta.

## Trobades

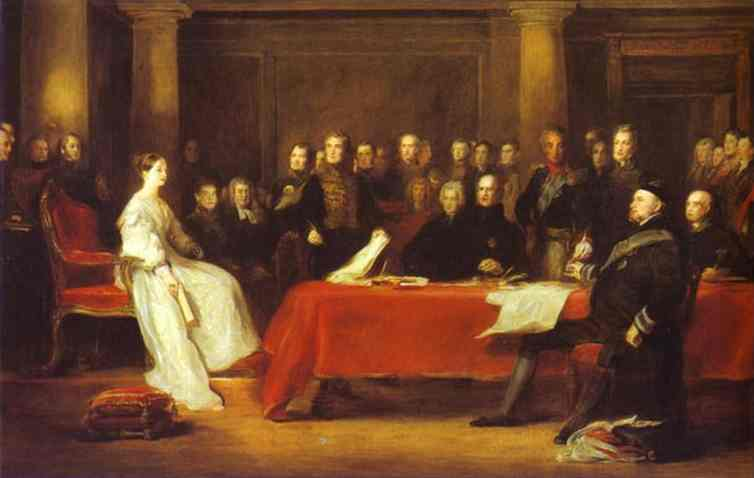
La Reina Victòria assisteix a la seva primera reunió del Consell Privat el dia de la seva ascensió al 1837.

Les reunions del Consell Privat normalment se celebren una vegada al mes allà on el Sobirà resideixi en aquells moments. El quorum és de 3 membres, tot i que alguns estatuts preveuen d'altres quorims (per exemple, la secció 35 de la Llei de 1989) preveu un quorum de només dos membres.
El Sobirà assisteix a la reunió, tot i que el seu lloc pot ser ocupat per dos o més consellers d'estat. Sota les Lleis de la Regència 1937 fins a 1953 els Consellers d'Estat podrien ser escollits entre l'esposa del Sobirà i els quatre primers de la línia de successió que tinguessin més de 21 anys (18 per l'Hereu al Tron). Normalment el Sobirà està dret durant tota la reunió, de manera que cap altre membre pot seure's, fent que les reunions siguin breus. El Lord President llegeix una llista d'ordres que s'han de fer, i el Sobirà simplement diu "Aproved" ("Aprovat").
Només uns pocs consellers assisteixen a aquestes trobades regulars. La pràctica assentada actualment per a les trobades de diari és que hi hagi 4 consellers, normalment els ministres responsables de les qüestions que s'han d'aprovar. El Ministre del Govern que té el càrrec de Lord President del Consell, actualment el Rt Hon Nick Clegg MP (Vice-Primer Ministre), usualment presideix. Sota les convencions actuals del govern parlamentari i de la monarquia constitucional, cada ordre feta en Consell ha estat esbossat per un Departament del Govern, i ha estat aprovat pels ministres responsables (l'acció feta per la Reina en Consell és una mera formalitat requerida per a l'adopció vàlida de la mesura).
Les trobades complertes del Consell Privat només se celebren quan el Sobirà regnant anuncia el seu compromís matrimonial (la darrera vegada que succeí va ser el 23 de novembre de 1839, durant el regnat de Victòria) o quan hi ha Traspàs de la Corona, ja sigui per mort o abdicació del monarca. El 6 de febrer de 1811 també es realitzà una reunió completa del Consell Privat quan Jordi, Príncep de Gal·les, va prendre el jurament en passar a ser autoritat reial com a Príncep Regent, tal com requeria la Llei del Parlament. Els estatuts vigents regulant l'establiment d'una Regència en cas de minoria d'edat o incapacitat del Sobirà també requereixen que els Regents realitzin els seus juraments davant del Consell Privat.
En cas de traspàs de la Corona, el Consell Privat, conjuntament amb els Lords Espirituals, els Lords Temporals, el Lord Alcalde de la Ciutat de Londres, els regidors de la City de Londres i representants de la Commonwealth, fan una proclama declarant l'ascens del nou Sobirà i reben un jurament del nou monarca sobre la seguretat de l'Església d'Escòcia, tal com exigeix la llei. També és costum que el nou Sobirà faci una al·locució al Consell Privat en aquesta ocasió, i el discurs del Sobirà és publicat a la Gaseta de Londres. Aquesta assemblea especial del Consell Privat i d'altres realitzades per proclamar l'ascens del nou Sobirà i per rebre el requerit jurament del monarca és conegut com el Consell de l'Ascens. La darrera ocasió en que se celebraren va ser el 6 i el 8 de febrer de 1952. Com que la Reina es trobava a l'estranger quan tingué lloc el darrer Traspàs de la Corona, el Consell d'Ascens va haver de celebrar-se en dues ocasions, una per proclamar-la com a Sobirà (realitzada el 6 de febrer de 1952) i de nou després que la nova Reina hagués tornat al Regne Unit, per rebre el jurament previst (trobada del 8 de febrer de 1952).

## Funcions
El Sobirà exerceix autoritat executiva emetent ordres en consell, seguint les recomanacions del Consell Privat. Les Ordres en Consell, que són preparades pel govern més que no pas pel Sobirà, són una legislació secundària i són emprades per fer regulacions governamentals i nomenaments. A més, són emprades per donar el Consentiment Reial a les Mesures de l'Assemblea Nacional de Gal·les i les lleis passades per les autoritats legislatives de les dependències de la Corona.
Diferents de les Ordres en Consell són les Ordres del Consell. Mentre que les primeres són fetes pel Sobirà segons les recomanacions del Consell Privat, aquestes darreres són fetes per membres del Consell Privat, però sense la participació del Sobirà. Són emeses sota l'autoritat específica de les Actes del Parlament, i normalment es fan servir per regular les institucions públiques.
El Sobirà, a més, emet capítols reials sota la recomanació del Consell Privat. Els Capítols donen un estatus especial als cossos incorporats; s'empren per donar un estatus capitular a certs cossos professionals o educatius, i a vegades també a estatus de ciutat o districte. El Consell Privat tracta amb una àmplia varietat de matèries, incloent els estatus de les universitats, cementiris, moneda i dates de les festivitats.
La Corona en Consell també realitza diverses funcions judicials. Al Regne Unit, la Corona en Consell escolta les apel·lacions dels tribunals eclesiàstics, la Cort de l'Almirallat dels Cinque Ports, les taxes i el Comitè Disciplinari del Reial Col·legi de Cirugians Veterinaris, apel·lacions contra els plans dels Comissionats de l'Església i apel·lacions sobre certes Lleis del Parlament. La Corona en Consell antigament era un tribunal suprem d'apel·lació per a tot l'Imperi Britànic, tot i que diversos estats de la Commonwealth han abolit aquestes apel·lacions. El Consell Privat ha de seguir atenent les apel·lacions de diversos països de la Commonwealth, dels Territoris Britànics d'Ultramar, les bases militars sobiranes i Dependències de la Corona. Els casos anteriorment mencionats són teòricament decidits pel monarca en Consell, però a la pràctica són escoltats i decidits pel Comitè Judicial del Consell Privat, que consisteix en jutges suprems que són Consellers Privats. La decisió del Comitè és presentada en forma de "consell" al monarca, però a la pràctica sempre és seguida pel Sobirà, qui formalment aprova la recomanació del Comitè Judicial. Aquest té jurisdicció directa en casos relatius a la Llei d'Escòcia de 1998, la Llei del Govern de Gal·les de 1998 i la Llei d'Irlanda del Nord de 1998, tot i que aquesta va ser transferida al nou Tribunal Suprem del Regne Unit el 2009.

## Ordes notables
El Servei Civil és dirigit mitjançant ordres del Consell Privat, com un exercici de la prerrogativa reial. Amb aquesta finalitat implementà la prohibició del govern que el personal del Quarter General de Comunicacions del Govern s'afiliés a cap sindicat. Una altra, l'Esmena de l'Orde del Servei Civil en Consell de 1997 permetia al Primer Ministre concedir a un màxim de 3 consellers polítics autoritat sobre alguns funcionaris.
Durant la dècada de 1960 el Consell Privat va emetre una ordre per desallotjar els 2.000 habitants de les 65 illes de l'arxipèlag de les Txagos, a l'oceà Índic, en els preparatius per a establir una base militar conjunta amb els Estats Units a la major de les illes perifèriques, la de Diego Garcia, a uns 100 km de distància. El 2000 el Tribunal Suprem ordenà que l'Ordenança d'Immigració per evitar el reassentament de 1941 era il·legal. El 2004 el Consell Privat, sota la presidència de Jack Straw, revocà la sentència. El 2006, el Tribunal Suprem de Justícia considerà la sentència del Consell Privat com a il·legal. Sir Sydney Kentridge, QC va descriure el tractament dels habitants de Txagos com a «indignant, il·legal i una violació de les normes morals acceptades». Va dir que no existia cap precedent conegut «per l'ús legítim dels poders de prerrogativa per a eliminar o excloure a tota una població de súbdits britànics de les seves llars i llocs de naixement.»

## Drets i privilegis dels membres
Encara que el Consell Privat és "El Molt Honorable" com a conjunt, els seus membres poden ser referits com a "L'Honorable". Els pars que són també membres del Consell Privat poden fer servir el post-nominal "PC" per indicar que en són membres i poden fer servir el títol de "L'Honorable" (els barons, vescomtes i comtes); o d'altres títols superiors (en el cas dels ducs i marquesos), encara que no siguin consellers privats. Pels comuns, per un altre costat, "L'Honorable" és una identificació suficient d'estatus com a Conseller Privat.
Els Consellers Privats tenen lloc dins de l'orde de precedència a Anglaterra i Gal·les. A l'inici de cada nou Parlament, i a discreció del Portaveu, els membres de la Cambra dels Comuns que són Consellers Privats habitualment fan el jurament de permanència abans de la resta de membres, llevat del Portaveu i del Pare de la Cambra (el membre de més edat de la cambra). Sovint, si un Conseller Privat s'aixeca per pronunciar un discurs a la Cambra dels Comuns al mateix temps que un altre membre, el Portaveu reconeix en primer lloc al Conseller; tot i que aquest costum es considerà obsolet el 1998.
A més, només els Consellers Privats poden donar a conèixer, a ordre del monarca, el consentiment reial a l'examen d'una llei que afecti els drets de la Corona.
Els Consellers Privats poden seure als peus del tron del Sobirà a la Cambra dels Lords durant els debats. Comparteixen aquest dret amb els lords hereditaris que són membres de la Cambra dels Lords abans de la reforma de 1999, els bisbes diocesans de l'Església d'Anglaterra (que encara no són Lords Espirituals), els bisbes jubilats que havien format part de la Cambra dels Lords, el Dean de Westmisnter, els Pars d'Irlanda, el fill més petit dels membres de la Cambra dels Lords, el Clergue de la Corona a la Cancelleria i el Cavaller Uixer del Bastó Negre.
Cadascun dels Consellers Privats té dret a accedir personalment al Sobirà. Es considera que els Pars gaudeixen individualment del mateix dret; mentre que els membres de la Cambra dels Comuns el tenen col·lectivament. En qualsevol cas, l'accés personal només es pot emprar per oferir consell sobre afers públics.

## Altres consells
El Consell Privat és un dels quatre principals consells del Sobirà. Els altres tres són els tribunals de justícia, el Commune Concilium (Consell Comú, o Parlament) i el Magnum Concilium (Gran Consell, o l'assemblea de tots els Pars del Reialme. Tots tres encara existeixen, o com a mínim mai no han estat formalment abolits, encara que el Magnum Concilium no ha estat convocat des de 1640 i actualment se'l considera obsolet.
Diversos Consells Privats més han aconsellat al Sobirà. Anglaterra i Escòcia tenien Consells Privats separats (el Consell Privat d'Anglaterra i el Consell Privat d'Escòcia). L'Acta d'Unió de 1707, que unificà els dos països en el Regne de la Gran Bretanya, creà un simple cos, i el Consell Privat escocès va ser abolit l'1 de maig de 1708. Irlanda, pel seu costat, continuà tenint un Consell Privat després de l'Acta d'Unió de 1800. El Consell Privat d'Irlanda va ser abolit el 1922, quan la part meridional d'Irlanda se separà del Regne Unit; va ser succeït pel Consell Privat d'Irlanda del Nord, que va quedar dorment després de la suspensió del Parlament d'Irlanda del Nord. No s'han fet més nomenaments des de llavors, i a l'abril del 2011 només quedaven vius 5 dels seus membres.
Canadà havia tingut el seu propi Consell Privat, el Consell Privat de la Reina per Canadà, des de 1867. Mentre que el Consell Privat Canadenc és especialment "pel Canadà", el Consell Privat no és "pel Regne Unit"; i per tal de clarificar l'ambigüitat quan ha estat necessari, a aquest darrer se l'ha referit com el Consell Privat Imperial. Existeixen orgues d'estat equivalents a altres Reialmes del Commonwealth, com Austràlia o Nova Zelanda, on són anomenats consells executius.

## Membres actuals[Quan?]
- Tony Blair
- Gordon Brown
- David Cameron
- Dawn Primarolo
- John Major
- Winston Peters
- George Robertson